# جوناثان هاو
جوناثان هاو (بالإنجليزية: Jonathan Howe)‏ هو ضابط أمريكي، ولد في 24 أغسطس 1935 في سان دييغو في الولايات المتحدة.